# You Wish! - Attenzione ai desideri
You Wish! - Attenzione ai desideri (You Wish!) è un film per la TV prodotto dal canale Disney Channel.

## Trama
Alex è un teenager che insieme ai suoi amici Abby e James va a scuola e tiene d'occhio suo fratello minore Steve.
Un giorno mentre Alex, James e Steve sono al centro commerciale Steve aiuta Larry Pendragon, un venditore di monete e lui per ringraziarlo gli regala una moneta che fa esaudire un desiderio. Mentre sono ancora al centro commerciale Alex perde di vista Steve e una volta tornato a casa viene rimproverato e punito dai genitori. Steve per farsi perdonare regala a Alex la moneta e lui esprime il desiderio di non avere un fratello.
Da quel momento tutto cambia infatti il padre di Alex diventa un commercialista, sua madre un avvocato di successo e Steve diventa un importante attore. Anche la vita di Alex cambia radicalmente infatti diventa il quarterback e capitano della squadra di football, il fidanzato di Fiona, la capo cheerleader e il ragazzo più popolare della scuola. Tutto sembra andare per il meglio ma Alex ha numerosi rimpianti della vita che faceva prima, dell'amicizia con James e Abby e del fratellino Steve, allora decide di ritornare tutto come prima e dopo una serie di tentativi ci riuscirà.